# 미카와안조역
미카와안조역(일본어: 三河安城駅 미카와안조에키[*])은 일본 아이치현 안조시에 위치한 철도역이다. 도카이도 본선과 도카이도 신칸센의 환승역으로 건설되었다.

## 승강장
| 1 | ■ 도카이도 신칸센 | (하행) | 나고야 · 신오사카 방면                     |
| 2 | ■ 도카이도 신칸센 | (상행) | 하마마츠 · 시즈오카 · 시나가와 · 도쿄 방면 |
| 3 | ■ 도카이도 본선   | (하행) | 나고야 · 오가키 방면                       |
| 4 | ■ 도카이도 본선   | (상행) | 오카자키 · 도요하시 방면                   |

## 인접 역
| 도카이 여객철도 도카이도 신칸센 | 도카이 여객철도 도카이도 신칸센    | 도카이 여객철도 도카이도 신칸센   |
| ------------------------------- | ---------------------------------- | --------------------------------- |
| 도요하시 도쿄 방면              | ■ 도카이도 · 산요 신칸센 고다마 호 | 나고야 신오사카 방면              |
| 도카이 여객철도 도카이도 본선   |                                    |                                   |
| 안조 오카자키 · 도요하시 방면   | 보통                               | 히가시카리야 나고야 · 오가키 방면 |